# Бова Марина
Бо̀ва Марѝна (на италиански: Bova Marina, на грико Jàlo tu Vùa, Яло ту Вуа, на местен диалект a Marina, а Марина) е малко пристанищно и морско курортно градче и община в Южна Италия, провинция Реджо Калабрия, регион Калабрия. Разположено е на брега на Йонийско море. Населението на общината е 4124 души (към 2012 г.).
В това градче, особено в малки села около същото градче, живее гръцко общество, което говори на особен гръцки диалект, наречен грико.